# Mike Starrs
Mike Starrs (Edinburgh, 10 november 1947) is een Schotse zanger.

## Carrière
Starrs verliet Schotland voor Londen tijdens de late jaren 1960 en werkte bij meerdere kleine bands. Starrs tekende bij producent Tony Atkins voor Marquee Productions en bracht meerdere niet-succesvolle singles uit. Hij vervoegde zich in 1975 bij Colosseum II nadat hij werd gezien in een plaatselijke pub en deed mee aan hun eerste album Strange New Flesh (1976). Zijn krachtige en kenmerkende zangstijl roemden het gitaarwerk van Gary Moore, de keyboards van Don Airey en de ritmisch deel van Neil Murray en Jon Hiseman. Het eindresultaat was een potentiële Britse superband in wording.
Het album werd geen commercieel succes, maar de band werkte reeds aan de opvolger toen Starrs werd ontslagen, toen het erop leek, dat de vrouw van de label-eigenaar zijn opzichtige optredens niet kon waarderen. Colosseum II produceerde twee verdere, merendeels instrumentale albums bij een ander label en zonder Starrs, die ook faalden om een commerciële doorbraak te forceren.
Starrs toerde door Europa en de Verenigde Staten met Colosseum II in 1975/76 en had ook een tournee met een versie van The Animals. Daarna verhuisde hij naar Hamburg, vervoegde zich vervolgens bij Lucifer's Friend en nam het stokje over van John Lawton. Hij deed mee aan de twee albums Good Time Warrior (1978) en Sneak Me In (1980), waarna Lawton weer het stokje overnam. Hij was ook betrokken bij tournees en albums met de Duitse bands Tone Band en Duesenberg.
In 2002 vervoegde hij zich bij het door Alex Conti pas heropgerichte Lake. Hij ging regelmatig mee op tournee en verscheen op hun album The blast of silence (2005) en de daaropvolgende dvd. Hij deed de leadzang en schreef een van de nummers. Hij verliet de band in 2010.
Starrs' zangstijlen doken weer op op het heruitgebrachte en uitgebreide Strange New Flesh (2005), dat niet-uitgebracht materiaal bevatte van de originele bezetting van Colosseum II.